# Podgórki (województwo zachodniopomorskie)
Podgórki (niem. Deutsch Puddiger) – wieś w Polsce położona w województwie zachodniopomorskim, w powiecie sławieńskim, w gminie Malechowo.
W latach 1975–1998 miejscowość administracyjnie należała do województwa koszalińskiego.

## Zabytki
- park pałacowy, pozostałość po  pałacu[4] z zabytkową aleją grabową złożoną z 294 drzew. Najokazalsze z nich mają 230-305 cm obwodu[5].
- kościół z XVII w., o niskiej nawie dobudowanej w XVIII w. do gotyckiej wieży szerokości fasady, w elewację wieży wmurowano młyńskie żarno[6].

Inne miejscowości o nazwie Podgórki: Podgórki